# Veronica Mars/Episodenliste

Logo zur Serie

Diese Liste der Episoden von Veronica Mars enthält alle Episoden der US-amerikanischen Dramaserie Veronica Mars, sortiert nach der US-amerikanischen Erstausstrahlung. Zwischen 2004 und 2007 entstanden in drei Staffeln 64 Episoden mit einer Länge von jeweils etwa 42 Minuten. 2014 wurde die Serie mit dem Kinofilm Veronica Mars fortgesetzt.

## Übersicht
| Staffel | Episodenanzahl | Erstausstrahlung USA | Erstausstrahlung USA | Deutschsprachige Erstausstrahlung | Deutschsprachige Erstausstrahlung |
| Staffel | Episodenanzahl | Staffelpremiere      | Staffelfinale        | Staffelpremiere                   | Staffelfinale                     |
| ------- | -------------- | -------------------- | -------------------- | --------------------------------- | --------------------------------- |
| 1       | 22             | 22. September 2004   | 10. Mai 2005         | 1. April 2006                     | 1. November 2006                  |
| 2       | 22             | 28. September 2005   | 9. Mai 2006          | 20. April 2007                    | 19. Oktober 2007                  |
| 3       | 20             | 3. Oktober 2006      | 22. Mai 2007         | 26. Oktober 2007                  | 11. April 2008                    |
| 4       | 8              | 19. Juli 2019        | 19. Juli 2019        | 24. September 2020                | 24. September 2020                |

## Staffel 1
Die Erstausstrahlung der ersten Staffel war vom 22. September 2004 bis zum 10. Mai 2005 auf dem US-amerikanischen Fernsehsender UPN zu sehen. Die deutschsprachige Erstausstrahlung sendete der deutsche Sender ZDF vom 1. April bis zum 1. November 2006.
| Nr. (ges.) | Nr. (St.) | Deutscher Titel                | Originaltitel                | Erstausstrahlung USA | Deutschsprachige Erstausstrahlung (D) | Regie              | Drehbuch                                |
| --- | --------- | ------------------------------ | ---------------------------- | -------------------- | ------------------------------------- | ------------------ | --------------------------------------- |
| 1 | 1         | Freundschaftsdienste           | Pilot                        | 22. Sep. 2004        | 1. Apr. 2006                          | Mark Piznarski     | Rob Thomas                              |
| Am ersten Tag ihres dritten High School Jahres an der Neptune High befreit Veronica Mars Wallace Fennel, der neu an der Schule ist. Er wurde an den Fahnenmast der Schule festgeklebt, als Rache dafür, dass er die Polizei rief, als zwei Biker Ladendiebstahl begingen. Celeste Kane heuert Keith Mars an, um ihren Ehemann Jake zu beschatten und Veronica fotografiert ihn in einem schäbigen Motel mit einer nicht erkennbaren Frau. Rückblenden zeigen den Mord an Veronicas bester Freundin, Lilly Kane, und Veronicas Vergewaltigung auf einer 09er Party.                                                                          |           |                                |                              |                      |                                       |                    |                                         |
| 2 | 2         | Ehre, wem Ehre gebührt         | Credit Where Credit’s Due    | 28. Sep. 2004        | 8. Apr. 2006                          | Mark Piznarski     | Rob Thomas                              |
| Als Weevil des Kreditkartenbetrugs beschuldigt wird, versucht Veronica seine Unschuld zu beweisen. In der Schule muss sie Ms. Dents Journalismus-Kurs besuchen und stellt fest, dass sie einen platten Reifen hat. Daraufhin wird sie von ihrem Ex-Freund Duncan Kane an den Ort gefahren, über den sie einen Artikel schreiben sollen. Troy Vandegraff kommt in die Stadt und schreibt sich an der Neptune High ein. Veronica findet heraus, dass ein Blitzerfoto beweist, dass Lilly Stunden nach ihrer offiziellen Todeszeit noch am Leben war. Paris Hilton hat einen Gastauftritt als Caitlin Ford, Logan Echolls Freundin.            |           |                                |                              |                      |                                       |                    |                                         |
| 3 | 3         | Rendezvous mit John Smith      | Meet John Smith              | 12. Okt. 2004        | 15. Apr. 2006                         | Harry Winer        | Jed Seidel                              |
| Ein Student engagiert Veronica, um seinen totgeglaubten Vater zu finden. Veronica und Troy kommen sich näher. Keith trifft sich mit Veronicas Schulpsychologin, Rebecca James, und Veronica beginnt nach ihrer Mutter zu suchen. Duncan setzt zeitweise seine Antidepressiva ab und halluziniert über seine tote Schwester Lilly, welche ihm erzählt, ihr Geheimnis werde gelüftet. |           |                                |                              |                      |                                       |                    |                                         |
| 4 | 4         | Der Zorn der Betrüger          | The Wrath of Con             | 19. Okt. 2004        | 22. Apr. 2006                         | Michael Fields     | Diane Ruggiero                          |
| Veronica hilft Wallaces neuer Freundin Georgia, nachdem sie von einer Gruppe College-Studenten um 6.000 $ betrogen wurde. Veronica und ihre Freunde können das Sicherheitssystem der Studenten überwinden und sie im Austausch für gekaperte Daten zur Rückgabe des Geldes zwingen. Zur Einweihung von Lillys Fontäne an der Neptune High stellt Logan ein Erinnerungsvideo an Lilly zusammen, welches ernsthaft sein soll, aber dank Veronica auch authentische Szenen von Lilly enthält. |           |                                |                              |                      |                                       |                    |                                         |
| 5 | 5         | Kontrolle ist besser           | You Think You Know Somebody  | 26. Okt. 2004        | 29. Apr. 2006                         | Nick Gomez         | Dayna Lynne North                       |
| Das Auto von Troys Vater wird gestohlen und Veronica hat nur begrenzt Zeit, um es wiederzufinden, bevor Troy auf ein katholisches Internat geschickt wird. Veronica findet eine Reihe Fotos im Bankschließfach ihrer Mutter, welche Veronica im Fokus eines Zielfernrohrs zeigen. Lianne, Veronicas Mutter, ruft Veronica an und sagt, es gehe ihr gut und alles werde zu gegebener Zeit Sinn machen. |           |                                |                              |                      |                                       |                    |                                         |
| 6 | 6         | Die Rückkehr des Kane          | Return of the Kane           | 2. Nov. 2004         | 6. Mai 2006                           | Sarah Pia Anderson | Rob Thomas, Phil Klemmer                |
| Logan drängt Duncan als Klassensprecher gegen Wanda Varner zu kandidieren, welche einen Wahlkampf gegen die 09er führt. Duncan gewinnt, aber Veronica vermutet, dass die Wahl manipuliert wurde. Logans Vater, Filmstar Aaron Echolls, erwischt seinen Sohn bei der Organisation eines Bumfights. Abel Koontz entlässt seinen Pflichtverteidiger und Veronica entdeckt, dass Lillys Schuhe, die nach ihrem Tod in ihrem Zimmer waren, auf Abels Hausboot gefunden wurden. |           |                                |                              |                      |                                       |                    |                                         |
| 7 | 7         | Das Mädchen von nebenan        | The Girl Next Door           | 9. Nov. 2004         | 13. Mai 2006                          | Nick Marck         | Jed Seidel & Diane Ruggiero             |
| Als Veronicas schwangere Nachbarin Sarah verschwindet, versucht Veronica herauszufinden, ob Sarahs Freund sie getötet hat. Logan und Weevil müssen zusammen nachsitzen und Logan findet heraus, dass Lilly sich vor ihrem Tod heimlich mit Weevil getroffen hat. Veronica erfährt, dass ihre Mutter und Jake Kane während der High School ein Paar waren. Rückblenden zeigen Veronica beim Versuch herauszufinden, warum Duncan sie verlassen hat. |           |                                |                              |                      |                                       |                    |                                         |
| 8 | 8         | Like a Virgin                  | Like a Virgin                | 23. Nov. 2004        | 20. Mai 2006                          | Guy Bee            | Aury Wallington                         |
| Ein gefälschter Reinheitstest, der an der Neptune High kursiert, wirft sowohl auf Meg Manning, Veronicas einzige 09er Freundin, als auch auf Veronica selbst ein negatives Licht. Veronica engagiert Computergenie Mac, um herauszufinden, wer die falschen Reinheitstests in Umlauf bringt. Abel Koontz erzählt Veronica, dass Jake Kane ihr biologischer Vater sei. Keith hilft Mrs. Fennel, die Wallace Nähe zu Veronica missbilligt. |           |                                |                              |                      |                                       |                    |                                         |
| 9 | 9         | Blindes Vertrauen              | Drinking the Kool-Aid        | 30. Nov. 2004        | 3. Juni 2006                          | Marcos Siega       | Rob Thomas, Russell Smith               |
| Veronica ermittelt auf eigene Faust gegen Clarence Wiedman, Chef von Kane Security, der die Bilder von ihr aufgenommen und ihrer Mutter zugeschickt hat. Zeitgleich recherchiert sie über das Mondkalb-Kollektiv, ein friedlicher Kult, dem der 09er Casey angehört. Veronica macht einen DNA-Test, um zu beweisen, dass Keith tatsächlich ihr biologischer Vater ist, zerstört aber die Ergebnisse ohne einen Blick darauf zu werfen. |           |                                |                              |                      |                                       |                    |                                         |
| 10 | 10        | Fröhliche Weihnachten          | An Echolls Family Christmas  | 14. Dez. 2005        | 15. Juli 2006                         | Nick Marck         | Diane Ruggiero                          |
| Als das Preisgeld eines Pokerturniers zwischen Logan, Weevil, Duncan und zwei weiteren Spielern verschwindet, sieht sich Veronica gezwungen einzugreifen. Keith ermittelt im Fall eines mysteriösen Stalkers, der droht Aarons Weihnachtsfeier zu ruinieren. Als er auf dem Fest von einer früheren Geliebten niedergestochen wird, erfährt seine Frau Lynn von seiner Untreue. |           |                                |                              |                      |                                       |                    |                                         |
| 11 | 11        | Das Schweigen des Sheriff Lamb | Silence of The Lamb          | 4. Jan. 2005         | 10. Juni 2006                         | John Kretchmer     | Jed Seidel & Dayna Lynne North          |
| Schüler werben Veronica an, um schmutzige Geheimnisse ihrer Eltern ans Tageslicht zu bringen, und sie findet dabei heraus, dass Mac bei ihrer Geburt mit 09er Madison Sinclair vertauscht wurde. Madison war Gast auf der Party, auf der Veronica vergewaltigt wurde. Keith und Sheriff Lamb arbeiten zusammen, um den E-Saiten-Würger Fall zu lösen. |           |                                |                              |                      |                                       |                    |                                         |
| 12 | 12        | Der Kampf der Tritonen         | Clash of The Tritons         | 11. Jan. 2005        | 29. Juli 2006                         | David Barrett      | Phil Klemmer & Aury Wallington          |
| Ein Schüler fällt ins Koma, nachdem er in einer Bar mit einem gefälschten Ausweis zu viel Alkohol getrunken hat. Veronica wird zu Unrecht beschuldigt seinen Ausweis gefälscht zu haben und von der Schule suspendiert. Sie verdächtigt einen Geheimbund an der Neptune High, hinter den gefälschten Ausweisen zu stehen. Keith soll für Aaron herausfinden, wer ihm schlechte Presse beschert. Weevil gesteht während einer Trauerbewältigungssitzung, dass er sich heimlich mit Lilly getroffen hat, sie dann aber wieder zu Logan zurück ist. Aaron droht Lynn mit Scheidung. Ihr Wagen wird später verlassen auf einer Brücke gefunden. |           |                                |                              |                      |                                       |                    |                                         |
| 13 | 13        | Der Herr des Ringes            | Lord of The Bling            | 8. Feb. 2005         | 5. Aug. 2006                          | Steve Gomer        | John Enbom                              |
| Yolanda, eine alte Freundin von Veronica, wird gekidnappt. Ihr Vater, der Hip-Hop-Produzent Percy „Bone“ Hamilton, engagiert Keith, um sie zu finden. Aaron scheint um Lynn zu trauern, aber Logan glaubt, dass er seine Trauer nur vorspielt und sie noch am Leben ist. Er bittet Veronica seine Mutter zu finden. |           |                                |                              |                      |                                       |                    |                                         |
| 14 | 14        | Mars gegen Mars                | Mars vs. Mars                | 15. Feb. 2005        | 19. Aug. 2006                         | Marcos Siega       | Rob Thomas, Jed Seidel & Diane Ruggiero |
| Carrie Bishop, bekannt als Klatschmaul der 09er, behauptet eine Affäre mit Mr. Rooks, Veronicas Lieblingslehrer, zu haben. Während Veronica seine Unschuld beweisen will, soll Keith dafür sorgen, ihn zu überführen. Veronica findet ein Video, welches zeigt, wie Lynn von der Brücke in den Fluss springt. Außerdem erfährt sie, dass Abel Koontz todkrank ist. |           |                                |                              |                      |                                       |                    |                                         |
| 15 | 15        | Russisches Geschäft            | Ruskie Business              | 22. Feb. 2005        | 2. Sep. 2006                          | Guy Bee            | Phil Klemmer & John Enbom               |
| Veronica wird von einer russischen Braut anheuert, um den Bräutigam zu finden, der sie verlassen hat. Meg und Veronica decken die Identität von Megs heimlichen Verehrer auf, der sich als Duncan herausstellt. Logan entdeckt, dass seine Schwester Trina zurück in der Stadt ist und Veronica findet ihre Mutter nach monatelanger Suche in einer Bar. |           |                                |                              |                      |                                       |                    |                                         |
| 16 | 16        | Betty und Veronica             | Betty and Veronica           | 29. März 2005        | 16. Sep. 2006                         | Michael Fields     | Diane Ruggiero                          |
| Als Neptune Highs Maskottchen, Polly, der Papagei, gestohlen wird, schleust sich Veronica undercover an der Pan High, einer konkurrierenden Schule, ein. Veronica meldet ihre Mutter Lianne stationär in einem Alkoholentzugsprogramm an und gibt dafür all ihre Ersparnisse auf. Lianne gibt zu, dass sie nicht weiß, wer ihr richtiger Vater ist, Keith oder Jake. |           |                                |                              |                      |                                       |                    |                                         |
| 17 | 17        | Kane und Abel                  | Kanes and Abel’s             | 5. Apr. 2005         | 23. Sep. 2006                         | Nick Marck         | Carolyn Murray                          |
| Veronica findet Abel Koontz‘ Tochter Amelia DeLongpre und sucht nach Beweisen dafür, dass Jake Kane Abel für das falsche Geständnis bezahlt hat. Sie versucht Amelia versteckt zu halten und die Beweise zu finden, bevor Clarence Wiedman auf Amelia aufmerksam wird. Gleichzeitig muss Veronica herausfinden, wer eine Mitschülerin belästigt. |           |                                |                              |                      |                                       |                    |                                         |
| 18 | 18        | Klassenvernichtungswaffen      | Weapons of Class Destruction | 12. Apr. 2005        | 4. Okt. 2006                          | John Kretchmer     | Jed Seidel                              |
| Veronica entdeckt, dass die Neptune High Bombendrohungen erhalten hat, und wird bei der Untersuchung des Falles von einem Verdächtigen entführt. Logan greift ein und rettet sie, was zu einem Kuss der beiden führt. Duncan findet heraus, dass Veronica immer noch Lillys Tod untersucht und verlässt die Stadt. |           |                                |                              |                      |                                       |                    |                                         |
| 19 | 19        | Ein falscher Hund              | Hot Dogs                     | 19. Apr. 2005        | 11. Okt. 2006                         | Nick Marck         | Dayna Lynne North                       |
| Als der Hund einer Mitschülerin verschwindet, lässt sich Veronica dazu überreden ihn zu finden und taucht in die zwielichtige Welt eines Hundeentführungsringes ein. Weevil bricht in Lillys Zimmer ein, um einen pinkfarbenen Spionagestift zu stehlen, welchen sie für geheime Botschaften nutzte. Keith nimmt heimlich eine Haarprobe von Veronica und sendet sie für einen DNA-Test ein. Veronica und Logan beginnen sich heimlich zu treffen. |           |                                |                              |                      |                                       |                    |                                         |
| 20 | 20        | Auge um Auge                   | M.A.D.                       | 26. Apr. 2005        | 18. Okt. 2006                         | John Kretchmer     | Phil Klemmer & John Enbom               |
| 21 | 21        | Shelleys Party                 | A Trip to the Dentist        | 3. Mai 2005          | 25. Okt. 2006                         | Marcos Siega       | Diane Ruggiero                          |
| 22 | 22        | Das Spiel ist aus              | Leave It to Beaver           | 10. Mai 2005         | 1. Nov. 2006                          | Michael Fields     | Rob Thomas & Diane Ruggiero             |

## Staffel 2
Die Erstausstrahlung der zweiten Staffel war vom 28. September 2005 bis zum 9. Mai 2006 auf dem US-amerikanischen Fernsehsender UPN zu sehen. Die deutschsprachige Erstausstrahlung sendete der deutsche Sender ZDF vom 20. April bis zum 19. Oktober 2007.
| Nr. (ges.) | Nr. (St.) | Deutscher Titel              | Originaltitel                          | Erstausstrahlung USA | Deutschsprachige Erstausstrahlung (D) | Regie              | Drehbuch                         |
| ---------- | --------- | ---------------------------- | -------------------------------------- | -------------------- | ------------------------------------- | ------------------ | -------------------------------- |
| 23         | 1         | Normal ist die Parole        | Normal Is The Watchword                | 28. Sep. 2005        | 20. Apr. 2007                         | John Kretchmer     | Rob Thomas                       |
| 24         | 2         | Busfahrer Ed                 | Driver Ed                              | 5. Okt. 2005         | 27. Apr. 2007                         | Nick Marck         | Diane Ruggiero                   |
| 25         | 3         | Cheatty Cheatty Bang Bang    | Cheatty Cheatty Bang Bang              | 12. Okt. 2005        | 4. Mai 2007                           | John Kretchmer     | Phil Klemmer & John Enbom        |
| 26         | 4         | Das eifersüchtige Monster    | Green-Eyed Monster                     | 19. Okt. 2005        | 11. Mai 2007                          | Jason Bloom        | Dayna Lynne North                |
| 27         | 5         | Schatten der Vergangenheit   | Blast From The Past                    | 26. Okt. 2005        | 18. Mai 2007                          | Harry Winer        | Phil Klemmer & Cathy Belben      |
| 28         | 6         | Die Rückkehr des Abel Koontz | Rat Saw God                            | 9. Nov. 2005         | 25. Mai 2007                          | Kevin Bray         | John Enbom & Phil Klemmer        |
| 29         | 7         | Musterkinder                 | Nobody Puts Baby In A Corner           | 16. Nov. 2005        | 1. Juni 2007                          | Nick Marck         | Diane Ruggiero                   |
| 30         | 8         | Ahoi, Kameraden!             | Ahoy, Mateys!                          | 23. Nov. 2005        | 8. Juni 2007                          | Steve Gomer        | John Enbom & Cathy Belben        |
| 31         | 9         | Freund oder Feind            | My Mother, The Fiend                   | 30. Nov. 2005        | 15. Juni 2007                         | Nick Marck         | Phil Klemmer & Dayna Lynne North |
| 32         | 10        | Wütende Veronica             | One Angry Veronica                     | 7. Dez. 2005         | 22. Juni 2007                         | John Kretchmer     | Russell Smith                    |
| 33         | 11        | Flucht nach vorn             | Donut Run                              | 25. Jan. 2006        | 29. Juni 2007                         | Rob Thomas         | Rob Thomas                       |
| 34         | 12        | Rashard und Wallace          | Rashard And Wallace Go To White Castle | 1. Feb. 2006         | 6. Juli 2007                          | John Kretchmer     | John Enbom                       |
| 35         | 13        | Ein Schritt zu spät          | Ain’t No Magic Mountain High Enough    | 8. Feb. 2006         | 13. Juli 2007                         | Guy Bee            | Diane Ruggiero                   |
| 36         | 14        | Herz ist Trumpf              | Versatile Toppings                     | 15. März 2006        | 20. Juli 2007                         | Sarah Pia Anderson | Phil Klemmer                     |
| 37         | 15        | Hochzeit mit Hindernissen    | The Quick And The Wed                  | 22. März 2006        | 27. Juli 2007                         | Rick Rosenthal     | John Serge                       |
| 38         | 16        | Unverhofftes Wiedersehen     | The Rapes Of Graff                     | 29. März 2006        | 3. Aug. 2007                          | Michael Fields     | John Enbom                       |
| 39         | 17        | Plan B                       | Plan B                                 | 5. Apr. 2006         | 10. Aug. 2007                         | John Kretchmer     | Dayna Lynne North                |
| 40         | 18        | Ich bin Gott                 | I Am God                               | 11. Apr. 2006        | 17. Aug. 2007                         | Martha Mitchell    | Diane Ruggiero & Cathy Belben    |
| 41         | 19        | Die Fäden laufen zusammen    | Nevermind The Buttocks                 | 18. Apr. 2006        | 14. Sep. 2007                         | Jason Bloom        | Phil Klemmer                     |
| 42         | 20        | Guck mal hinter dich!        | Look Who’s Stalking                    | 25. Apr. 2006        | 28. Sep. 2007                         | Michael Fields     | John Enbom                       |
| 43         | 21        | Das Urteil                   | Happy Go Lucky                         | 2. Mai 2006          | 5. Okt. 2007                          | Steve Gomer        | Diane Ruggiero                   |
| 44         | 22        | Nicht anwesend               | Not Pictured                           | 9. Mai 2006          | 19. Okt. 2007                         | John Kretchmer     | Rob Thomas & John Enbom          |

## Staffel 3
Die Erstausstrahlung der dritten Staffel war vom 3. Oktober 2006 bis zum 22. Mai 2007 auf dem US-amerikanischen Fernsehsender The CW zu sehen. Die deutschsprachige Erstausstrahlung sendete der deutsche Sender ZDF vom 26. Oktober 2007 bis zum 11. April 2008.
| Nr. (ges.) | Nr. (St.) | Deutscher Titel                            | Originaltitel                          | Erstausstrahlung USA | Deutschsprachige Erstausstrahlung (D) | Regie          | Drehbuch                                   |
| ---------- | --------- | ------------------------------------------ | -------------------------------------- | -------------------- | ------------------------------------- | -------------- | ------------------------------------------ |
| 45         | 1         | Das Willkommenskomitee                     | Welcome Wagon                          | 3. Okt. 2006         | 26. Okt. 2007                         | John Kretchmer | Rob Thomas                                 |
| 46         | 2         | Das Experiment                             | My Big Fat Greek Rush Week             | 10. Okt. 2006        | 2. Nov. 2007                          | John Kretchmer | Diane Ruggiero                             |
| 47         | 3         | Das verräterische Herz                     | Wichita Linebacker                     | 17. Okt. 2006        | 16. Nov. 2007                         | Harry Winer    | Phil Klemmer & John Enbom                  |
| 48         | 4         | Charlie surft nicht                        | Charlie Don’t Surf                     | 24. Okt. 2006        | 23. Nov. 2007                         | Jason Bloom    | Diane Ruggiero & Jason Elen                |
| 49         | 5         | Ein teuflischer Plan                       | President Evil                         | 31. Okt. 2006        | 30. Nov. 2007                         | Nick Marck     | Jonathan Moskin & David Mulei              |
| 50         | 6         | Untreue                                    | Hi, Infidelity                         | 7. Nov. 2006         | 7. Dez. 2007                          | Michael Fields | John Enbom                                 |
| 51         | 7         | Von Männern und Enttäuschungen             | Of Vice And Men                        | 14. Nov. 2006        | 14. Dez. 2007                         | Harry Winer    | Phil Klemmer                               |
| 52         | 8         | Der Herr der Pi Sigs                       | Lord Of The Pi’s                       | 21. Nov. 2006        | 11. Jan. 2008                         | Steve Gomer    | Diane Ruggiero                             |
| 53         | 9         | Faule Eier                                 | Spit & Eggs                            | 28. Nov. 2006        | 18. Jan. 2008                         | Rob Thomas     | Rob Thomas                                 |
| 54         | 10        | Mach mir den Affen                         | Show Me the Monkey                     | 23. Jan. 2007        | 25. Jan. 2008                         | Nick Marck     | John Enbom & Robert Hull                   |
| 55         | 11        | Wahre Liebe?                               | Poughkeepsie, Tramps and Thieves       | 30. Jan. 2007        | 1. Feb. 2008                          | John Kretchmer | Diane Ruggiero                             |
| 56         | 12        | Der Morgen danach                          | There’s Got to Be a Morning After Pill | 6. Feb. 2007         | 8. Feb. 2008                          | Tricia Brock   | Jonathan Moskin, Phil Klemmer & John Enbom |
| 57         | 13        | Endzeitstimmung                            | Postgame Mortem                        | 13. Feb. 2007        | 15. Feb. 2008                         | John Kretchmer | Joe Voci                                   |
| 58         | 14        | Mars hinter Gittern                        | Mars, Bars                             | 20. Feb. 2007        | 22. Feb. 2008                         | Harry Winer    | Phil Klemmer, John Enbom & Joe Voci        |
| 59         | 15        | Flucht ins Paradies                        | Papa’s Cabin                           | 27. Feb. 2007        | 29. Feb. 2008                         | Michael Fields | John Enbom                                 |
| 60         | 16        | Anti-amerikanisches Graffiti               | Un-American Graffiti                   | 1. Mai 2007          | 7. März 2008                          | John Kretchmer | Robert Hull                                |
| 61         | 17        | Stimme aus dem Jenseits                    | Debasement Tapes                       | 8. Mai 2007          | 14. März 2008                         | Dan Etheridge  | John Enbom                                 |
| 62         | 18        | Ich weiß, was du nächsten Sommer tun wirst | I Know What You’ll Do Next Summer      | 15. Mai 2007         | 4. Apr. 2008                          | Nick Marck     | Jonathan Moskin & David Mulei              |
| 63         | 19        | Die Katze lässt das Mausen nicht           | Weevils Wobble But They Don’t Go Down  | 22. Mai 2007         | 11. Apr. 2008                         | Jason Bloom    | Phil Klemmer                               |
| 64         | 20        | Die Zicke ist zurück                       | The Bitch Is Back                      | 22. Mai 2007         | 11. Apr. 2008                         | Michael Fields | Rob Thomas & Diane Ruggiero                |

## Staffel 4
Die als Miniserie konzipierte vierte Staffel erschien bei dem Streamingdienst Hulu und wurde dort auf einen Schlag am 19. Juli 2019 veröffentlicht. Die Handlung spielt etwa fünf Jahre nach dem Film von 2014. Die deutschsprachige Erstausstrahlung erfolgte am 24. September 2020 beim Streaminganbieter Joyn Plus+. Veronica betreibt nun die Detektivagentur Mars Investigations gemeinsam mit ihrem Vater und ermittelt in einer Serie von Bombenanschlägen, die sich während des Spring Break in Neptune ereignen.
| Nr. (ges.) | Nr. (St.) | Deutscher Titel                  | Originaltitel                | Erstausstrahlung USA | Deutschsprachige Erstausstrahlung (ja) | Regie           | Drehbuch   |
| ---------- | --------- | -------------------------------- | ---------------------------- | -------------------- | -------------------------------------- | --------------- | ---------- |
| 65         | 1         | Spring Break für immer           | Spring Break Forever         | 19. Juli 2019        | 24. Sep. 2020                          | Michael Lehmann | Rob Thomas |
| 66         | 2         | Der Freund aus dem Knast         | Chino and the Man            | 19. Juli 2019        | 24. Sep. 2020                          | Michael Fields  | Rob Thomas |
| 67         | 3         | Schnauze halten und weiterfeiern | Keep Calm and Party On       | 19. Juli 2019        | 24. Sep. 2020                          | Joaquin Sedillo | Rob Thomas |
| 68         | 4         | Nicht den Kopf verlieren         | Heads You Lose               | 19. Juli 2019        | 24. Sep. 2020                          | Rachel Goldberg | Rob Thomas |
| 69         | 5         | Pechsträhne                      | Losing Streak                | 19. Juli 2019        | 24. Sep. 2020                          | Scott Winant    | Rob Thomas |
| 70         | 6         | Es wird schmerzhaft              | Entering a World of Pain     | 19. Juli 2019        | 24. Sep. 2020                          | Tessa Blake     | Rob Thomas |
| 71         | 7         | Die Götter des Krieges           | Gods of War                  | 19. Juli 2019        | 24. Sep. 2020                          | Amanda Marsalis | Rob Thomas |
| 72         | 8         | Ein letzter großer Knall         | Years, Continents, Bloodshed | 19. Juli 2019        | 24. Sep. 2020                          | Scott Winant    | Rob Thomas |